# Обсыпка

Многометровая обсыпка защитного сооружения в Кронштадте

Обсы́пка — верхний слой земли над фортификационным сооружением, предназначенный для ослабления разлёта осколков и кусков бетонного покрытия, равномерного распределения нагрузки от взрыва и ударной волны, а также для маскировки укрепления. Толщина обсыпки — от 0,3 до ~10 м.